# 维塔
维塔（義大利語：Vita），是意大利特拉帕尼省的一个市镇。总面积8.88平方公里，人口2194人，人口密度247.1人/平方公里（2009年）。